# Pilostyles stawiarskii
Pilostyles stawiarskii är en tvåhjärtbladig växtart som beskrevs av De Vatt. Pilostyles stawiarskii ingår i släktet Pilostyles och familjen Apodanthaceae. Inga underarter finns listade i Catalogue of Life.